# 2001年の日本シリーズ
2001年の日本シリーズ（2001ねんのにっぽんシリーズ、2001ねんのにほんシリーズ）は、2001年10月20日から10月25日まで行われたセ・リーグ優勝チームのヤクルトスワローズと、パ・リーグ優勝チームの大阪近鉄バファローズによる第52回プロ野球日本選手権シリーズである。

## 概要
21世紀最初の日本シリーズは若松勉監督率いるヤクルトスワローズと梨田昌孝監督率いる大阪近鉄バファローズの対決となった。
28年ぶりのチーム生え抜き監督対決となったが、両者監督はそれぞれ率いるチームに入団から引退まで他チームに移籍することなく所属しており、史上初の完全生え抜き監督同士の対決となった。
いてまえ打線と呼ばれる強力打線で勝ち抜いた近鉄とヤクルト捕手の古田敦也の頭脳が最大の注目となった。結果は短期決戦の経験に勝るヤクルトが終始近鉄を圧倒し、4勝1敗で4年ぶり5度目の日本一に輝いた。磯部公一は16打数0安打に終わった。
ヤクルトの日本一は5度目だが監督の若松は生え抜き監督として初めてヤクルトを日本一に導いた。またこの年が平成最後のヤクルトの日本一となった。
一方、2004年のプロ野球再編問題で合併消滅することになる近鉄にとってはこの年が最後の日本シリーズ出場となった。

## 試合結果
| 日付                                     | 試合   | ビジター球団（先攻） | スコア | ホーム球団（後攻）   | 開催球場       |
| ---------------------------------------- | ------ | -------------------- | ------ | -------------------- | -------------- |
| 10月20日（土）                           | 第1戦  | ヤクルトスワローズ   | 7 - 0  | 大阪近鉄バファローズ | 大阪ドーム     |
| 10月21日（日）                           | 第2戦  | ヤクルトスワローズ   | 6 - 9  | 大阪近鉄バファローズ | 大阪ドーム     |
| 10月22日（月）                           | 移動日 | 移動日               | 移動日 | 移動日               | 移動日         |
| 10月23日（火）                           | 第3戦  | 大阪近鉄バファローズ | 2 - 9  | ヤクルトスワローズ   | 明治神宮野球場 |
| 10月24日（水）                           | 第4戦  | 大阪近鉄バファローズ | 1 - 2  | ヤクルトスワローズ   | 明治神宮野球場 |
| 10月25日（木）                           | 第5戦  | 大阪近鉄バファローズ | 2 - 4  | ヤクルトスワローズ   | 明治神宮野球場 |
| 優勝：ヤクルトスワローズ（4年ぶり5回目） |        |                      |        |                      |                |

### 第1戦
10月20日　大阪ドーム　開始18:10　入場者数33,837人
|          | 1 | 2 | 3 | 4 | 5 | 6 | 7 | 8 | 9 | R | H  | E |
| -------- | - | - | - | - | - | - | - | - | - | - | -- | - |
| ヤクルト | 0 | 1 | 0 | 0 | 0 | 3 | 0 | 1 | 2 | 7 | 11 | 0 |
| 近鉄     | 0 | 0 | 0 | 0 | 0 | 0 | 0 | 0 | 0 | 0 | 1  | 1 |

1. ヤ：石井一（8回）、河端（1回）
2. 近：パウエル（6回）、関口（1回）、柴田（0回2/3）、愛敬（1回）、前川（0回1/3）
3. 勝利：石井一（1勝）
4. 敗戦：パウエル（1敗）
5. 本塁打
ヤ：ラミレス1号3ラン（6回・パウエル）、古田1号ソロ（8回・柴田）
6. 審判
［球審］林忠
［塁審］谷、前田、森
［外審］橘、友寄
7. 試合時間：3時間35分

| ヤクルト | ヤクルト | ヤクルト     |
| 打順     | 守備     | 選手         |
| -------- | -------- | ------------ |
| 1        | [左]     | 真中満       |
| 2        | [遊]     | 宮本慎也     |
| 3        | [右]     | 稲葉篤紀     |
| 4        | [一]     | R.ペタジーニ |
| 5        | [捕]     | 古田敦也     |
| 6        | [三]     | 岩村明憲     |
| 7        | [指]     | A.ラミレス   |
| 8        | [二]     | 土橋勝征     |
|          | 走二     | 三木肇       |
| 9        | [中]     | 飯田哲也     |

| 近鉄 | 近鉄   | 近鉄         |
| 打順 | 守備   | 選手         |
| ---- | ------ | ------------ |
| 1    | [中]   | 大村直之     |
| 2    | [二]   | 水口栄二     |
|      | 遊     | 前田忠節     |
| 3    | [左]   | T.ローズ     |
| 4    | [三]   | 中村紀洋     |
| 5    | [右]   | 礒部公一     |
| 6    | [一]   | 吉岡雄二     |
| 7    | [指]   | 北川博敏     |
| 8    | [遊]二 | S.ギルバート |
| 9    | [捕]   | 古久保健二   |
|      | 打     | 鷹野史寿     |
|      | 捕     | 的山哲也     |

1997年の開場以来初めての大阪ドームでの日本シリーズとなった第1戦は近鉄はジェレミー・パウエル、ヤクルトはエース石井一久の先発で開幕。
ヤクルトは2回、先頭打者の古田敦也が右翼線二塁打でチャンスを作り、岩村明憲のタイムリーヒットで先制。6回にはラミレスの3ラン本塁打でリードを広げた。ヤクルト先発の石井一の前に近鉄打線は7回1死までノーヒット。北川博敏にライト前に運ばれ、大記録達成は逃したものの結局この1安打のみに抑え、8回で12奪三振の快投を見せた。石井一は1997年の日本シリーズ第1戦でも12奪三振を記録しており、シリーズ史上初となる2度目の2桁奪三振。8回古田の本塁打、9回真中満の2点タイムリーでヤクルトの一方的なペースに終始した。ペナントレースで猛威をふるったいてまえ打線だが1試合最少安打のシリーズ記録（当時）となる1安打に抑え込まれ、出鼻をくじかれる格好となってしまった。
公式記録関係（NPB.jp 日本野球機構）

### 第2戦
10月21日　大阪ドーム　開始18:11　入場者数33,277人
|          | 1 | 2 | 3 | 4 | 5 | 6 | 7 | 8 | 9 | R | H  | E |
| -------- | - | - | - | - | - | - | - | - | - | - | -- | - |
| ヤクルト | 0 | 1 | 2 | 1 | 1 | 1 | 0 | 0 | 0 | 6 | 10 | 0 |
| 近鉄     | 0 | 0 | 0 | 1 | 1 | 4 | 0 | 3 | X | 9 | 10 | 0 |

1. ヤ：藤井（5回2/3）、島田（0回0/3）、山本（1回1/3）、五十嵐（1回）
2. 近：岩隈（2回1/3）、関口（0回0/3）、山村（1回2/3）、前川（1回1/3）、三澤（2回1/3）、岡本（0回1/3）、大塚（1回）
3. 勝利：岡本（1勝）
4. セーブ：大塚（1S）
5. 敗戦：五十嵐（1敗）
6. 本塁打
ヤ：真中1号ソロ（4回・山村）
近：中村1号ソロ（4回・藤井）、水口1号3ラン（6回・島田）、ローズ1号3ラン（8回・五十嵐）
7. 審判
［球審］友寄
［塁審］橘、谷、前田
［外審］井野、中村稔
8. 試合時間：4時間7分

| ヤクルト | ヤクルト | ヤクルト     |
| 打順     | 守備     | 選手         |
| -------- | -------- | ------------ |
| 1        | [左]     | 真中満       |
| 2        | [遊]     | 宮本慎也     |
| 3        | [右]     | 稲葉篤紀     |
| 4        | [一]     | R.ペタジーニ |
| 5        | [捕]     | 古田敦也     |
| 6        | [三]     | 岩村明憲     |
| 7        | [指]     | A.ラミレス   |
| 8        | [二]     | 土橋勝征     |
| 9        | [中]     | 飯田哲也     |

| 近鉄 | 近鉄 | 近鉄         |
| 打順 | 守備 | 選手         |
| ---- | ---- | ------------ |
| 1    | [中] | 大村直之     |
| 2    | [二] | 水口栄二     |
| 3    | [左] | T.ローズ     |
| 4    | [三] | 中村紀洋     |
| 5    | [右] | 礒部公一     |
| 6    | [一] | 吉岡雄二     |
| 7    | [指] | 北川博敏     |
| 8    | [遊] | S.ギルバート |
|      | 打   | 益田大介     |
|      | 捕   | 的山哲也     |
| 9    | [捕] | 古久保健二   |
|      | 打   | 鷹野史寿     |
|      | 捕   | 藤井彰人     |
|      | 遊   | 前田忠節     |

第2戦は、近鉄はシーズン後半戦に活躍した岩隈久志、ヤクルトはリーグ最多勝の藤井秀悟が先発。
第1戦に続きヤクルトが小刻みに点を重ね、4回表までに4-0とリード。近鉄は4回裏中村紀洋の本塁打、5回裏タフィ・ローズの犠牲フライで1点ずつ返す。6回裏2死1、2塁から大村直之の適時打を放ち、3点差。なお2人の走者という場面でヤクルトは藤井に代わり、島田直也が登板したものの伏兵の水口栄二が3ラン本塁打を放ち、同点。8回にはローズの3ラン本塁打で勝ち越した。そして9回表に抑えの大塚晶文が登板し無失点で締めゲームセット。前日の鬱憤を晴らす逆転勝利で6番手で登板した岡本晃が最少投球勝利投手のシリーズ記録となる2球で勝利投手となった。なお近鉄は2002年から2004年の3年間は優勝できず、2004年オフにオリックス・ブルーウェーブと合併したことから、岡本は近鉄の投手で日本シリーズで勝ち星を挙げた最後の投手となった。前回出場の1989年第4戦から続いていたシリーズ連敗を5で止めたが、これと同時に前述の通り近鉄にとって最後の日本シリーズ勝利ゲームとなった。
公式記録関係（NPB.jp 日本野球機構）

### 第3戦
10月23日　神宮　開始18:30　入場者数30,443人
|          | 1 | 2 | 3 | 4 | 5 | 6 | 7 | 8 | 9 | R | H  | E |
| -------- | - | - | - | - | - | - | - | - | - | - | -- | - |
| 近鉄     | 0 | 0 | 0 | 0 | 1 | 0 | 1 | 0 | 0 | 2 | 4  | 0 |
| ヤクルト | 2 | 0 | 0 | 0 | 4 | 3 | 0 | 0 | X | 9 | 10 | 1 |

1. 近：バーグマン（4回）、香田（0回1/3）、関口（1回2/3）、盛田（1回）、柴田（1回）
2. ヤ：入来（5回）、ニューマン（2回）、石井弘（1回）、河端（1回）
3. 勝利：入来（1勝）
4. 敗戦：バーグマン（1敗）
5. 本塁打
ヤ：真中2号2ラン（5回・香田）
6. 審判
［球審］中村稔
［塁審］井野、橘、谷
［外審］林忠、森
7. 試合時間：3時間17分

| 近鉄 | 近鉄 | 近鉄         |
| 打順 | 守備 | 選手         |
| ---- | ---- | ------------ |
| 1    | [中] | 大村直之     |
| 2    | [二] | 水口栄二     |
| 3    | [左] | T.ローズ     |
| 4    | [三] | 中村紀洋     |
| 5    | [右] | 礒部公一     |
| 6    | [一] | 吉岡雄二     |
| 7    | [遊] | S.ギルバート |
|      | 打   | 川口憲史     |
|      | 投   | 香田勲男     |
|      | 投   | 関口伊織     |
|      | 打捕 | 北川博敏     |
| 8    | [捕] | 古久保健二   |
|      | 打   | 鷹野史寿     |
|      | 投   | 盛田幸妃     |
|      | 投   | 柴田佳主也   |
| 9    | [投] | S.バーグマン |
|      | 打遊 | 阿部真宏     |

| ヤクルト | ヤクルト | ヤクルト     |
| 打順     | 守備     | 選手         |
| -------- | -------- | ------------ |
| 1        | [中]左   | 真中満       |
| 2        | [遊]     | 宮本慎也     |
| 3        | [右]     | 稲葉篤紀     |
| 4        | [一]     | R.ペタジーニ |
| 5        | [捕]     | 古田敦也     |
| 6        | [三]     | 岩村明憲     |
| 7        | [左]     | A.ラミレス   |
|          | 中       | 飯田哲也     |
| 8        | [二]     | 土橋勝征     |
|          | 二       | 三木肇       |
| 9        | [投]     | 入来智       |
|          | 打       | 副島孔太     |
|          | 投       | A.ニューマン |
|          | 打       | 池山隆寛     |
|          | 投       | 石井弘寿     |
|          | 投       | 河端龍       |

舞台を神宮に移しての第3戦は、ヤクルトは「リストラ組」のベテラン入来智、近鉄はショーン・バーグマンの先発。
初回に2点を先制したヤクルトは、5回に1点差へ詰め寄られるも、その裏、真中の2号2ラン本塁打で4-1と突き放すと2死1塁からロベルト・ペタジーニのタイムリー二塁打、古田の四球のあと、岩村もタイムリー二塁打を放ち、6-1とリードを広げた。6回にも四球と安打を絡め、3点を追加し、勝負を決めた。近鉄は1点差に詰め寄った5回表、なおもチャンスでシーズン打率.140の古久保健二をそのまま送り、次の復調しつつあったバーグマンに代打を送り、同点機を逸したのが痛かった。DH制の使えないビジターでの采配で敵に後ろを見せる格好になったばかりではなく、結果的に後続投手が打ち込まれ、ここまでの3試合で合計22失点。開幕から3試合連続の6失点以上はシリーズ史上初で、不安視されていた近鉄投手陣の脆さが露呈した。
公式記録関係（NPB.jp 日本野球機構）

### 第4戦
10月24日　神宮　開始18:30　入場者数32,145人
|          | 1 | 2 | 3 | 4 | 5 | 6 | 7 | 8 | 9 | R | H | E |
| -------- | - | - | - | - | - | - | - | - | - | - | - | - |
| 近鉄     | 0 | 0 | 0 | 1 | 0 | 0 | 0 | 0 | 0 | 1 | 2 | 0 |
| ヤクルト | 0 | 0 | 0 | 0 | 1 | 0 | 1 | 0 | X | 2 | 8 | 0 |

1. 近：前川（5回1/3）、岡本（1回0/3）、柴田（1回）、三澤（0回2/3）
2. ヤ：前田（6回）、ニューマン（1回）、河端（0回1/3）、山本（0回2/3）、高津（1回）
3. 勝利：ニューマン（1勝）
4. セーブ：高津（1S）
5. 敗戦：岡本（1勝1敗）
6. 本塁打
近：ローズ2号ソロ（4回・前田）
ヤ：副島1号ソロ（7回・岡本）
7. 審判
［球審］森
［塁審］林忠、井野、橘
［外審］友寄、前田
8. 試合時間：2時間55分

| 近鉄 | 近鉄   | 近鉄         |
| 打順 | 守備   | 選手         |
| ---- | ------ | ------------ |
| 1    | [中]   | 大村直之     |
| 2    | [二]   | 水口栄二     |
|      | 打     | 川口憲史     |
| 3    | [左]   | T.ローズ     |
| 4    | [遊]三 | 中村紀洋     |
| 5    | [一]捕 | 北川博敏     |
| 6    | [三]一 | 吉岡雄二     |
| 7    | [右]   | 礒部公一     |
| 8    | [捕]   | 的山哲也     |
|      | 打遊   | S.ギルバート |
| 9    | [投]   | 前川勝彦     |
|      | 投     | 岡本晃       |
|      | 投     | 柴田佳主也   |
|      | 投     | 三澤興一     |
|      | 打     | 益田大介     |

| ヤクルト | ヤクルト | ヤクルト     |
| 打順     | 守備     | 選手         |
| -------- | -------- | ------------ |
| 1        | [中]左   | 真中満       |
| 2        | [遊]     | 宮本慎也     |
| 3        | [右]     | 稲葉篤紀     |
| 4        | [一]     | R.ペタジーニ |
| 5        | [捕]     | 古田敦也     |
| 6        | [三]     | 岩村明憲     |
| 7        | [左]     | A.ラミレス   |
|          | 投       | 高津臣吾     |
| 8        | [二]     | 土橋勝征     |
| 9        | [投]     | 前田浩継     |
|          | 投       | A.ニューマン |
|          | 打       | 副島孔太     |
|          | 投       | 河端龍       |
|          | 投       | 山本樹       |
|          | 中       | 飯田哲也     |

第4戦は、ヤクルトは第3戦の入来と同じく「リストラ組」の一人・前田浩継、近鉄はチーム最多勝の前川勝彦の先発。
ここまで大量失点を繰り返していた近鉄投手陣だが、先発の前川が6回途中まで6四球を出しながらも1失点の好投を見せ、シリーズで唯一チーム先発投手で相手に先制点を与えない意地の投球をした。しかし打線は一塁に北川、三塁に吉岡、遊撃に中村と背水の陣の超攻撃的シフトで挑んだが、ローズの本塁打による1点のみで前川の踏ん張りに応えられず沈黙してしまう。7回裏、代打の副島孔太が近鉄2番手の岡本からレフトポール際ギリギリに飛び込む勝ち越し本塁打を放つ。打球を追っていたローズが呆然とする近鉄ファンの前でガックリと崩れ落ち、このシリーズを象徴するシーンとなった。ヤクルトは1点のリードを高津臣吾に繋ぐ小刻みな継投で守り切り、日本一に王手をかけた。
公式記録関係（NPB.jp 日本野球機構）

### 第5戦
10月25日　神宮　開始18:30　入場者数32,568人
|          | 1 | 2 | 3 | 4 | 5 | 6 | 7 | 8 | 9 | R | H  | E |
| -------- | - | - | - | - | - | - | - | - | - | - | -- | - |
| 近鉄     | 0 | 0 | 0 | 0 | 2 | 0 | 0 | 0 | 0 | 2 | 9  | 2 |
| ヤクルト | 3 | 0 | 0 | 1 | 0 | 0 | 0 | 0 | X | 4 | 12 | 0 |

1. 近：パウエル（1回）、柴田（1回1/3）、三澤（0回2/3）、バーグマン（2回）、前川（0回2/3）、岡本（1回0/3）、大塚（1回1/3）
2. ヤ：ホッジス（4回2/3）、ニューマン（0回1/3）、河端（1回1/3）、山本（1回2/3）、高津（1回）
3. 勝利：山本（1勝）
4. セーブ：高津（2S）
5. 敗戦：パウエル（2敗）
6. 審判
［球審］前田
［塁審］友寄、林忠、井野
［外審］中村稔、谷
7. 試合時間：3時間46分

| 近鉄 | 近鉄   | 近鉄         |
| 打順 | 守備   | 選手         |
| ---- | ------ | ------------ |
| 1    | [中]   | 大村直之     |
| 2    | [二]   | 水口栄二     |
|      | 投     | 大塚晶文     |
|      | 打     | 藤井彰人     |
| 3    | [右]   | T.ローズ     |
| 4    | [三]遊 | 中村紀洋     |
| 5    | [左]   | 川口憲史     |
| 6    | [一]   | 北川博敏     |
| 7    | [遊]   | S.ギルバート |
|      | 投     | 岡本晃       |
|      | 二     | 市原圭       |
|      | 打     | 鷹野史寿     |
|      | 二     | 前田忠節     |
| 8    | [捕]   | 古久保健二   |
|      | 打     | 礒部公一     |
| 9    | [投]   | J.パウエル   |
|      | 打     | 益田大介     |
|      | 投     | 柴田佳主也   |
|      | 投     | 三澤興一     |
|      | 投     | S.バーグマン |
|      | 投     | 前川勝彦     |
|      | 三     | 吉岡雄二     |

| ヤクルト | ヤクルト | ヤクルト     |
| 打順     | 守備     | 選手         |
| -------- | -------- | ------------ |
| 1        | [中]左   | 真中満       |
| 2        | [遊]     | 宮本慎也     |
| 3        | [右]     | 稲葉篤紀     |
| 4        | [一]     | R.ペタジーニ |
| 5        | [捕]     | 古田敦也     |
| 6        | [三]     | 岩村明憲     |
| 7        | [左]     | A.ラミレス   |
|          | 中       | 飯田哲也     |
| 8        | [二]     | 土橋勝征     |
|          | 走二     | 三木肇       |
| 9        | [投]     | K.ホッジス   |
|          | 投       | A.ニューマン |
|          | 打       | 副島孔太     |
|          | 投       | 河端龍       |
|          | 投       | 山本樹       |
|          | 投       | 高津臣吾     |

第5戦は、ヤクルトは8月初登板ながら5勝を挙げたケビン・ホッジス、近鉄は第1戦先発のパウエルが先発。
ヤクルトは初回から真中がヒットで出塁。宮本慎也が送った後、稲葉篤紀のタイムリーヒットで先制。ペタジーニ、古田の連続四球で満塁とした後、岩村の2点タイムリーで3点を先制し、ペースを掴んだ。近鉄は5回、ローズの2点タイムリーで反撃するが、これ以後はチャンスらしいチャンスも作れなかった。9回、高津が最終打者の藤井彰人を捕手へのファウルフライに打ち取り、ヤクルトが4勝1敗で4年ぶり5度目の日本一に輝いた。高津はペナントレースに続き、自己4度目の日本シリーズ胴上げ投手となった。
一方近鉄はシーズンで見せた「いてまえ打線」の打ち勝つ野球が通用せず、唯一の勝利だった第2戦は4点差をひっくり返す破壊力を見せたがこの試合でも投手陣は6失点しており、12球団ワーストの防御率を記録した投手陣もレギュラーシーズンの不調をそのまま継続する形で響くことになり、打線もローズが孤軍奮闘するも4番の中村は2安打に抑えられ、5番の磯部に至っては無安打で「逆シリーズ男」となってしまい、6番を打った吉岡も1安打に抑えられるなど打線の中軸が徹底的に封じられてしまい投手陣の不調をカバーできず、球団初の日本一はならなかった。前述の通り近鉄は3年後の2004年オフにオリックスと合併したことで、この日本シリーズが球団最後の日本シリーズとなってしまい、一度も日本一になれないまま2004年オフに55年の歴史に幕を下ろすことになった。
公式記録関係（NPB.jp 日本野球機構）

## 表彰選手
- 最高殊勲選手賞：古田敦也（ヤ）
- 敢闘選手賞：タフィ・ローズ（近）
- 優秀選手賞：真中満（ヤ）、石井一久（ヤ）、岩村明憲（ヤ）

## テレビ・ラジオ中継

### テレビ中継
第1戦：10月20日（土）
- 朝日放送（ABC）≪テレビ朝日系列 制作・ABC≫　（※BS朝日でも放送）

実況：小縣裕介
解説：福本豊、加藤哲郎
ゲスト解説：広澤克実（阪神）、吉井理人（エクスポズ）
第2戦：10月21日（日）
- 朝日放送≪テレビ朝日系列 制作・ABC≫

実況：松原宏樹
解説：門田博光、佐々木修
ゲスト解説：仰木彬（オリックス監督）、吉井理人
- NHK衛星第1テレビ・NHK衛星ハイビジョン
- 実況：小野塚康之

解説：小早川毅彦、荒木大輔
第3戦：10月23日（火）
- フジテレビ≪フジテレビ系列 制作・フジテレビ≫

実況：吉田伸男
解説：大矢明彦、大久保博元
ゲスト解説：谷繁元信（中日）
＜副音声：豊田泰光、江夏豊＞
- BSフジ

ゲスト：ダンカン
第4戦：10月24日（水）
- テレビ朝日≪テレビ朝日系列 制作・テレビ朝日≫　（※BS朝日にて試合終了後録画中継）

実況：国吉伸洋
解説：落合博満、栗山英樹
ゲスト解説：槙原寛己（巨人を同年引退）、吉井理人
第5戦：10月25日（木）
- フジテレビ≪フジテレビ系列 制作・フジテレビ≫

実況：三宅正治
解説：達川光男、金村義明
ゲスト解説：野茂英雄（レッドソックス）、岩本勉（日本ハム）
リポーター：松倉悦郎（共同インタビュアーを兼務）、若田部克彦（関西テレビ）
＜副音声：岡林洋一、山本和範＞
- BSフジ

ゲスト：やくみつる
備考
- 前年末からスタートしたBSデジタル放送により、このシリーズからNHK衛星第1テレビ以外でのBS放送中継が行なわれるようになった。
- フジテレビは1995年の日本シリーズから7年連続で日本シリーズの中継権を獲得している。
- 関東地区での視聴率は（ビデオリサーチ調べ）、第1戦（テレビ朝日系）は17.7%。 第2戦（テレビ朝日系）は15.0%。第3戦（フジテレビ系）は14.3%。第4戦（テレビ朝日系）は16.8%。第5戦（フジテレビ系）は19.0%だった。

### ラジオ中継
第1戦：10月20日
- NHKラジオ第1

解説：小早川毅彦
ゲスト解説：桧山進次郎（阪神）
- TBSラジオ（関東ローカル）

解説：川口和久
ゲスト解説：石井浩郎（ロッテ）
- 文化放送（関東ローカル）

解説：山崎裕之
ゲスト解説：東尾修
- ニッポン放送（関東ローカル）

実況：小野浩慈
解説：大矢明彦
ゲスト解説：槙原寛己
- 朝日放送（JRN）
- 毎日放送（NRN）

実況：赤木誠
解説：太田幸司
- ラジオ大阪（関西ローカル）　不明
- ラジオ日本

解説：広岡達朗
ゲスト解説：高田繁（巨人コーチを同年辞任）
第2戦：10月21日
- NHKラジオ第1

解説：鈴木啓示
ゲスト解説：桧山進次郎
- TBSラジオ（関東ローカル）

解説：牛島和彦
ゲスト解説：黒木知宏（ロッテ）
- 文化放送（関東ローカル）

解説：松沼博久
ゲスト解説：岩本勉
- ニッポン放送（関東ローカル）

実況：栗村智
解説：平松政次
ゲスト解説：江夏豊
- 朝日放送（JRN）

実況：松原宏樹
- 毎日放送（NRN）

実況：森本栄浩
解説：石嶺和彦
- ラジオ大阪（関西ローカル）
- ラジオ日本

解説：関本四十四、南牟礼豊蔵
第3戦：10月23日
- NHKラジオ第1

解説：大野豊
ゲスト解説：立浪和義（中日）
- TBSラジオ（JRN）

解説：青島健太
ゲスト：畑山隆則
- 文化放送（NRN）

解説：田辺徳雄
ゲスト解説：小宮山悟（横浜）
- ニッポン放送（NRN）

実況：胡口和雄
解説：角盈男
ゲスト解説：水野雄仁（巨人コーチを同年辞任）
- ラジオ日本

解説：柴田勲
ゲスト解説：中西太
第4戦：10月24日
- NHKラジオ第1

解説：石毛宏典
ゲスト解説：片岡篤史（日本ハム）
- TBSラジオ（JRN）

解説：牛島和彦
ゲスト解説：山本昌（中日）
- 文化放送（NRN）

解説：豊田泰光
ゲスト解説：岩本勉
ゲスト：ダンカン、甲斐よしひろ
- ニッポン放送（NRN）

実況：師岡正雄
解説：田尾安志
ゲスト解説：江夏豊、谷繁元信
- ラジオ日本

解説：高橋一三
ゲスト解説：千葉茂
第5戦：10月25日
- NHKラジオ第1

解説：大野豊、小早川毅彦
- TBSラジオ（JRN）

解説：栗山英樹
ゲスト解説：小宮山悟
- 文化放送（NRN）

解説：西本聖
ゲスト解説：岩本勉、黒木知宏
- ニッポン放送（NRN）

実況：小野浩慈
解説：岡崎郁
ゲスト解説：槙原寛己
- ラジオ日本

解説：屋鋪要
ゲスト解説：宮田征典（巨人コーチを同年辞任）